# Districte de Fuwa
El districte de Fuwa (不破郡, Fuwa-gun) és un districte localitzat a la prefectura de Gifu, Japó.
Per a l'any 2003, el districte tenia una població estimada en 37.730 habitants i una densitat de població de 354, 51 persones per quilòmetre quadrat. La seva àrea total és de 106,43 km².